# ディオメデス・オリーボ
ディオメデス・アントニオ・オリーボ・マルドナード（Diomedes Antonio Olivo Maldonado , 1919年1月22日 - 1977年2月15日）は、ドミニカ共和国出身のプロ野球選手（投手）。
弟のチーチー・オリーボ（Chi-Chi Olivo）、息子のヒルベルト・ロンドン（Gilberto Rondon）も元メジャーリーグ選手。

## 経歴
1955年にシンシナティ・レッズと契約。1960年9月5日にピッツバーグ・パイレーツでメジャーデビュー。メジャーデビューは41歳という高齢で、サチェル・ペイジに次ぐ史上2位の記録（2009年4月現在）。
1962年にはリーグ5位の62試合に登板し、5勝1敗7セーブ、防御率2.77を記録した。
1963年はセントルイス・カージナルスでプレー。1962年・1963年はメジャー最年長選手だった。
ドミニカ共和国のウィンターリーグではほぼ全てのタイトルを獲得した選手。